# Kościół św. Anny w Radzyniu Chełmińskim

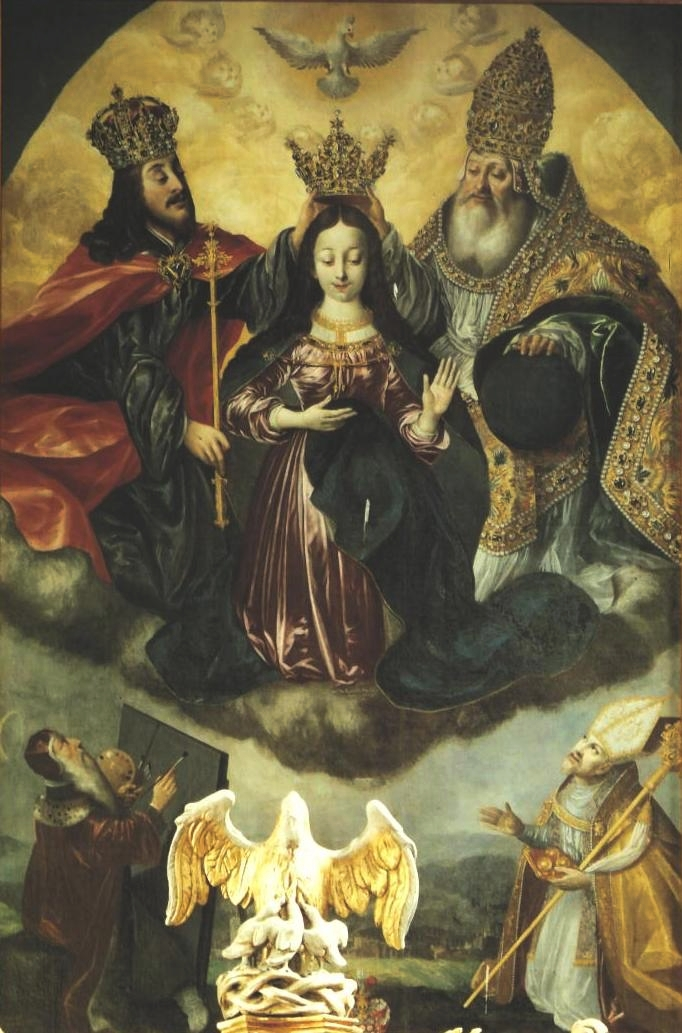
Koronacja Marii ze św. Łukaszem i św. Mikołajem – obraz Bartłomieja Strobla w ołtarzu głównym

Kościół św. Anny w Radzyniu Chełmińskim – rzymskokatolicki kościół parafialny w Radzyniu Chełmińskim, w powiecie grudziądzkim, w województwie kujawsko-pomorskim. Mieści się przy ulicy Dąbrowskich. Należy do dekanatu Radzyń Chełmiński.

## Historia
Świątynia była budowana i rozbudowywana od około 1310 do około 1600 roku. W końcu XVI stulecia została dobudowana od strony południowej renesansowa kaplica grobowa Dąbrowskich. Około 1600 roku rodzina Działyńskich dobudowała do północnej ściany nawy kaplicę grobową. W latach 1615 i 1628 świątynia uległa spaleniu, po czym kościół został częściowo odbudowany w 1640 roku, dzięki staraniom starosty radzyńskiego Mikołaja Wejhera. W 1673 roku została odnowiona kaplica Dąbrowskich. Świątynia była odnawiana także w latach: 1680–1695 (całkowita odbudowa), 1885 i 1892 (po zniszczeniu wieży przez piorun). W 1948 roku została założona instalacja elektryczna, a w latach 1980–1985 zostały wymienione witraże. Natomiast w 1993 roku została zrekonstruowana polichromia w kaplicy Dąbrowskich.

## Architektura
Jest to świątynia gotycka, ceglana o ścianach bogato zdobionych biało tynkowanymi blendami, o jednej nawie, orientowana. Wybudowana w wątku gotyckim z użyciem cegły zendrówki, na kamiennym fundamencie. Korpus nawowy został wybudowany na planie prostokąta i oskarpowany dwuuskokowo w narożnikach zachodnich. Do jego południowej strony dostawiona jest kwadratowa kaplica Przemienienia Pańskiego (ufundowana przez starostę radzyńskiego Hugona Dąbrowskiego), oskarpowana od strony południowej. Przy zachodniej stronie korpusu mieści się wieloboczna wieżyczka schodowa. Prezbiterium o trzech przęsłach jest węższe i niższe, zamknięte prosto, oskarpowane jednouskokowo. Do południowej strony jest dostawiona wieloboczna zakrystia oraz kruchta boczna. Przy północnej elewacji prezbiterium, w narożniku między nim a nawą, mieści się oskarpowana trójuskokowo kwadratowa wieża o czterech kondygnacjach przechodząca w górnej części w ośmioboczną.

## Wyposażenie
Wewnątrz świątyni znajdują się drewniane stropy pokryte polichromią – w prezbiterium z około 1640 roku ze sceną Wniebowzięcia Najświętszej Maryi Panny – zapewne dzieło Bartłomieja Strobla, nadwornego malarza Władysława IV Wazy. W nawie znajduje się polichromia stropu sprzed 1680. Wyposażenie wnętrza barokowe, rokokowe i klasycystyczne z czasów od końca XVII do początku XIX stulecia. Należy także zwrócić uwagę na wysokiej klasy obraz przedstawiający Koronację Marii, namalowany przez Strobla w 1643 roku. W kościele mieści się pomnik Jana Długosza (1415–80) – historyka i kronikarza.